# Hrabstwo Yellowstone

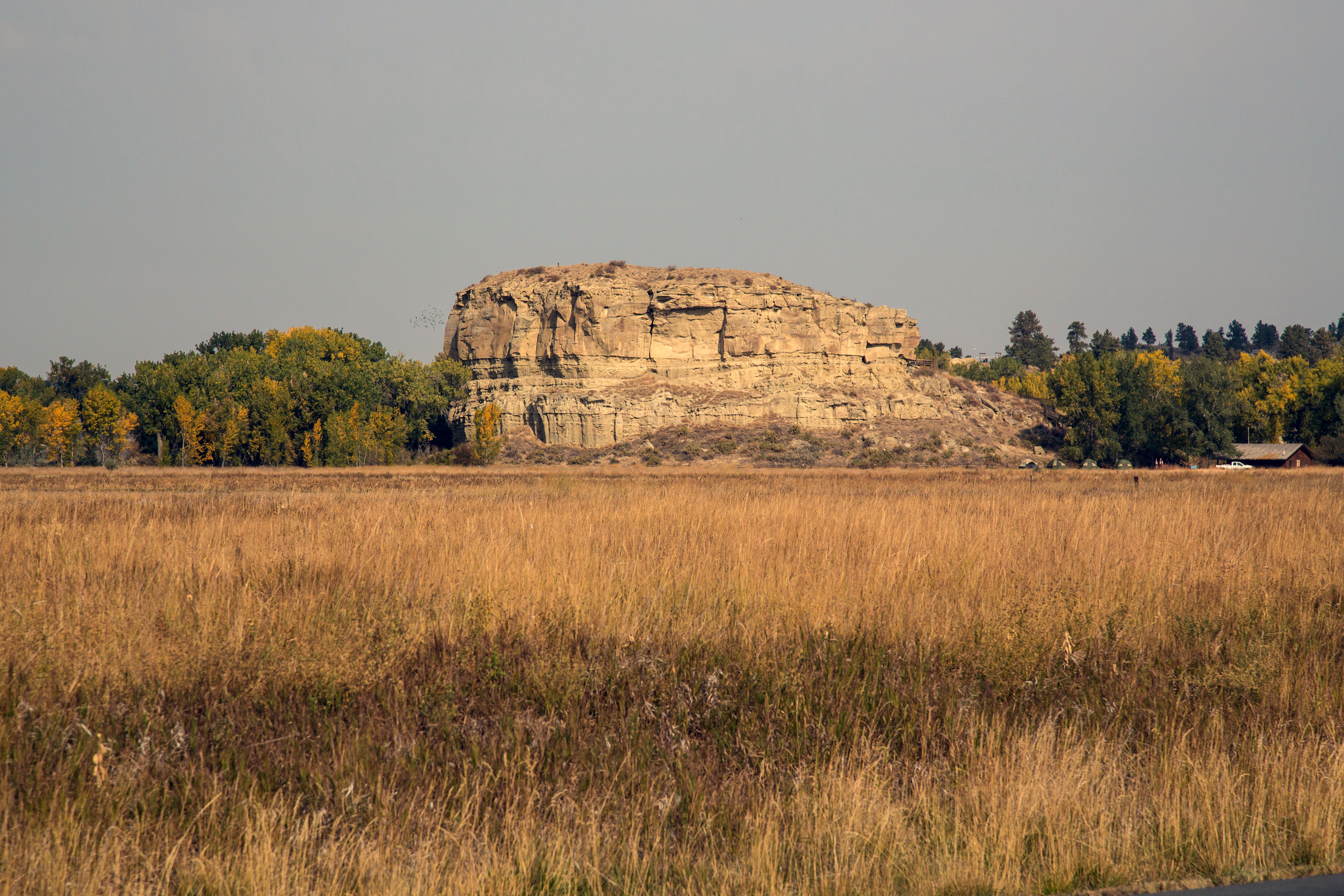
Pomnik Narodowy Filar Pompejusza

Hrabstwo Yellowstone (ang. Yellowstone County) – hrabstwo w stanie Montana w Stanach Zjednoczonych. Obszar całkowity hrabstwa obejmuje powierzchnię 2649,05 mil2 (6861,01 km²). Według spisu w 2020 roku liczy 164,7 tys. mieszkańców i jest najludniejszym hrabstwem Montany. Jego siedzibą jest Billings.
Hrabstwo powstało w 1893 roku.

## Sąsiednie hrabstwa
- Hrabstwo Musselshell – północ
- Hrabstwo Rosebud – północny wschód
- Hrabstwo Treasure – wschód
- Hrabstwo Big Horn – południowy wschód
- Hrabstwo Carbon – południowy zachód
- Hrabstwo Stillwater – zachód
- Hrabstwo Golden Valley – północny zachód

## Miasta
- Billings
- Broadview
- Laurel

## CDP
- Ballantine
- Custer
- Huntley
- Lockwood
- Shepherd
- Worden

## Demografia
Według danych z 2020 roku, 85,2% stanowiły białe społeczności nielatynoskie, 6,3% to Latynosi, 5,2% rdzenna ludność Ameryki i 3,2% było rasy mieszanej.

## Religia
W 2010 roku trzy największe grupy religijny tworzyli: katolicy (11,6%), luteranie (ok. 7%) i mormoni (4,8%). Ponadto ponad 1 tys. członków posiadali zielonoświątkowcy, baptyści, metodyści, kongregacjonaliści, uświęceniowcy, prezbiterianie i inne kościoły ewangelikalne. 